# Alcamenes van Sparta
Alcamenes of Alcmenes (Grieks: Αλκμένης of Άλκαμένης) was een koning van Sparta, de negende van de Agiaden. Hij regeerde van 740 v.Chr. tot 700 v.Chr. Hij was de opvolger van zijn vader Teleklus, en werd zelf opgevolgd door zijn zoon Polydorus.
Volgens de Griekse schrijver Pausanias was hij de bevelhebber van de nachtexpeditie tegen Ampheia, was zorgde voor het ontstaan van de Eerste Messenische Oorlog. Tijdens zijn regeerperiode werd de polis Helos veroverd, die bij de monding van de rivier Eurotas lag.